# حارة بير الصباغ (صنعاء)
حارة بير الصباغ هي إحدى حارات حي الثورة بمديرية الثورة إحد مديريات العاصمة اليمنية صنعاء، بلغ تعداد سكانها 2633 نسمة حسب تعداد اليمن لعام 2004.